# いすゞエンジン製造北海道
いすゞエンジン製造北海道株式会社（いすずエンジンせいぞうほっかいどう、英字：ISUZU ENGINE MANUFACTURING HOKKAIDO CO.,LTD.）は、北海道苫小牧市にある企業（自動車部品メーカー）。いすゞ自動車の子会社。

## 概要
いすゞ自動車におけるエンジン・自動車用部品の製造拠点として日本国内外に製品を送り出している。SUV用ガソリンエンジン、コンポーネント供給用ディーゼルエンジンを製造している。

## 設備
- アルミ鋳造機
  - GDC（重力鋳造）：10台
  - HPDC（ハイプレッシャーダイキャストマシン）：5台
- エンジン加工機
  - FANUCロボドリルなどマシニングセンター：100台
  - JTEKT GC32M-63など研削盤：32台

## 沿革
- 1984年（昭和59年）：苫小牧東部地域に「いすゞ自動車北海道工場」として操業開始[5]。
- 1995年（平成07年）：「ISO 9001」認証取得。
- 2002年（平成14年）：いすゞ自動車から分社化し、「いすゞエンジン製造北海道」設立[6]。
- 2005年（平成17年）：「ISO 14001」認証取得。

## アクセス
- 道央自動車道苫小牧東IC/JCTから国道235号・北海道道259号上厚真苫小牧線経由で約12 km

## 参考資料
- “有価証券報告書” (PDF).  いすゞ自動車 (2016年). 2017年3月9日閲覧。